# Amy Adams
Amy Lou Adams (sinh ngày 20 tháng 8 năm 1974) là một nữ diễn viên người Mỹ. Cô nổi tiếng với những vai diễn hài và chính kịch, và tính đến năm 2017 là một trong những nữ diễn viên có thu nhập cao nhất thế giới. Cô cũng từng nhận một vài giải thưởng danh giá, bao gồm hai Quả cầu vàng, cùng với đó là năm đề cử Oscar và sáu đề cử giải BAFTA.
Sinh ra tại Vicenza, Ý và lớn lên ở Castle Rock, Colorado, Adams là người con thứ tư trong bảy người con. Cô từng tập luyện để trở thành một vũ công ba lê, nhưng đến năm 18 tuổi cô lại thấy mình phù hợp hơn với sân khấu nhạc kịch, và từ 1994 đến 1998 cô làm việc trong một nhà hát dịch vụ ăn tối. Cô có vai diễn điện ảnh đầu tay trong bộ phim châm biếm năm 1999 Drop Dead Gorgeous. Sau khi chuyển đến Los Angeles, cô có một vài vai diễn khách mời trên truyền hình, và thường đảm nhận những vai "mean girl" theo quy mô nhỏ. Vai chính đầu tiên của cô đến trong bộ phim tiểu sử của Steven Spielberg Catch Me If You Can đóng cặp với Leonardo DiCaprio, nhưng cô lại bị thất nghiệp một năm sau đó. Cô tạo nên đột phá với vai diễn một người phụ nữ mang thai lắm lời trong bộ phim độc lập 2005 Juneburg.
Trong bộ phim nhạc kịch năm 2007 Chuyện thần tiên ở New York, cô đóng vai một nàng công chúa Disney vui vẻ, tạo nên thành công lớn đầu tiên của cô trong vai trò nữ chính. Cô tiếp tục theo đuổi lối diễn một người phụ nữ ngây thơ, lạc quan trong một loạt các phim, trong đó có phim chính kịch Doubt năm 2008. Sau đó cô thay đổi sang đóng vai những phụ nữ mạnh mẽ hơn và nhận được đánh giá tích cực trong phim thể thao The Fighter (2010) và phim chính kịch tâm lý The Master (2012). Năm 2013, cô vào vai Lois Lane trong một số phim siêu anh hùng thuộc DC Extended Universe. Cô giành hai giải Quả cầu vàng cho nữ diễn viên chính xuất sắc nhất liên tiếp khi đóng một tay lừa đảo quyến rũ trong bộ phim hình sự Săn tiền kiểu Mỹ (2013) và một họa sĩ lo lắng Margaret Keane trong phim tiểu sử Big Eyes (2014). Năm 2016 cô nhận sự tán dương cho các vai diễn chính đóng trong phim khoa học viễn tưởng Cuộc đổ bộ bí ẩn và phim tâm lý rùng rợn Nocturnal Animals.
Những vai diễn sân khấu của Adams bao gồm vở kịch dựng lại Into the Woods của rạp The Public Theater năm 2012, trong đó cô đóng Người vợ của Thợ làm bánh. Năm 2014, cô có tên trong danh sách 100 người có ảnh hưởng nhất thế giới của Time và xuất hiện trong danh sách 100 người nổi tiếng nhất của Forbes. Adams kết hôn với nghệ sĩ Darren Le Gallo và có với nhau một đứa con gái.

## Tiểu sử
Adams sinh ra ngày 20 tháng 8 năm 1974, có cha mẹ là Richard Kent và Kathryn đều có quốc tịch Hoa Kỳ, khi cha cô đóng quân cùng Lục quân Hoa Kỳ tại khu liên hợp quân sự Caserma Ederle ở Vicenza, Ý. Là người con thứ tư trong bảy anh chị em, cô có bốn anh em trai và hai chị em gái. Sau khi di chuyển từ căn cứ quân sự này sang căn cứ khác, gia đình Adams đã định cư tại Castle Rock, Colorado năm cô tám tuổi. Sau khi nghỉ hưu, cha cô chuyển sang nghề hát chuyên nghiệp tại các câu lạc bộ đêm và nhà hàng. Adams từng miêu tả việc đi đến các buổi diễn của cha và uống Shirley Temple tại quán bar là một trong những kỉ niệm thời thơ ấu yêu dấu nhất của cô. Dù bị hạn chế về mặt tài chính, gia đình cô vẫn tổ chức cắm trại và đi bộ với nhau, biểu diễn những vở kịch ngắn trào phúng nghiệp dư thường do cha cô, và đôi khi là mẹ cô viết. Adam rất đam mêm kịch và luôn đóng vai chính.

## Sự nghiệp

### 1994–2004: Nhà hát bữa tối và những vai màn ảnh đầu tiên
Adam bắt đầu sự nghiệp chuyên nghiệp khi làm một vũ công tại vở nhạc kịch A Chorus Line trong nhà hát bữa tối năm 1994 tại Boulder, Colorado. Buổi diễn yêu cầu cô phải hầu bàn trước khi lên sân khấu diễn. Mặc dù yêu thích ca hát và vũ đạo, cô lại không thích làm hầu bàn và vướng vào rắc rối khi một vũ công đồng nghiệp mà cô coi là bạn, đã đưa những cáo buộc sai về cô đến giám đốc. Adams cho biết, "tôi thực sự chưa từng biết nói dối là gì. Tôi chỉ biết tôi tiếp tục bị gọi vào và giảng dạy về sự thiếu chuyên nghiệp của tôi". Cô mất việc nhưng tiếp tục đi diễn tại nhà hát bữa tối tại Heritage Square Music Hall (Đại sảnh Âm nhạc Heritage Square) và Country Dinner Playhouse. Trong một buổi diễn Anything Goes tại Country Dinner Playhouse năm 1995, cô đã được Michael Brindisi phát hiện, chủ tịch và giám đốc nghệ thuật của Nhà hát ăn tối Chanhassen, có trụ sở tại Minneapolis; ông cũng mời cô làm việc tại đó.
Sau khi đảm nhiệm những vai ngắn trong ba phim quy mô nhỏ năm 2002 — The Slaughter Rule, Pumpkin và Serving Sara — Adams đã tìm thấy vai diễn đáng chú ý đầu tiên trong bộ phim hài kịch Catch Me If You Can của Steven Spielberg sau khi giám đốc tuyển vai Deborah Zane đã mang cô và gây sự chú ý của Spielberg. Cô vào vai Brenda Strong, một y tá mà Frank Abagnale, Jr. (do Leonardo DiCaprio thủ vai) yêu. Cô đã mô tả kinh nghiệm của mình trên phim giúp "tăng sự tự tin rất lớn".

### 2005–2007: Đột phá vớiJunebugvàEnchanted
Bị vỡ mộng vì bị đuổi khỏi Dr. Vegas, Adams, lúc đó 30 tuổi, đã cân nhắc tìm kiếm một sự nghiệp thay thế sau khi hoàn thành công việc trong dự án duy nhất mà cô đã ký. Đó là một bộ phim độc lập thể loại hài kịch mang tên Junebug, có kinh phí làm phim dưới 1 triệu USD. Do Phil Morrison đạo diễn, trong phim Adams thủ vai Ashley Johnsten, một người phụ nữ đang mang thai vui vẻ và nói nhiều. Morrison bị ấn tượng bởi khả năng của Adams đến nỗi không nghi ngờ gì sự hóa thân quá tốt của cô vào nhân vật. Cô tìm thấy một mối liên hệ với đức tin về Chúa của Johnsten, và dành thời gian với Morrison ở Winston-Salem, Bắc Carolina (nơi quay bộ phim) để tham gia buổi lễ nhà thờ vào Chủ nhật. Juneburg ra mắt tại liên hoan phim Sundance 2005 và tại đó Adams đã giành giải đặc biệt của ban giám khảo (special jury prize). Adams cũng nhận một đề cử giải Oscar cho nữ diễn viên phụ xuất sắc nhất và giành thêm một giải Tinh thần độc lập.
Sau khi lồng tiếng cho bộ phim hoạt hình hài hước Underdog (2007) của Walt Disney Pictures, Adams đã hóa thân vào vai một nàng công chúa Disney vui vẻ và đầy lạc quan có tên Giselle trong bộ phim hài nhạc kịch lãng mạn Enchanted (tựa Việt là Chuyện thần tiên ở New York). Cô nằm trong số 250 nữ diễn viên tham gia thử giọng cho vai diễn đáng chú ý này; dù hãng phim ủng hộ việc tuyển một diễn viên tầm cỡ hơn, nhưng đạo diễn Kevin Lima lại khẳng định chọn Adams bởi sự cam kết của cô với vai này và khả năng của cô để không bị phán xét về nhân cách của mình. Trong phim cô phải mặc một chiếc váy ballgown nặng 45 pound (20 kg), và Adams đã bị ngã vài lần trước sức nặng của nó. Cô hát ba ca khúc cho nhạc phim—"True Love's Kiss", "Happy Working Song" và "That's How You Know". Cô đã nhận một đề cử giải Quả cầu vàng cho Nữ diễn viên phim hài/ca nhạc xuất sắc nhất.

### 2008–2012: Những vai diễn ngây thơ và mở rộng sang vai chính kịch
Tại liên hoan phim Sundance 2008, Sunshine Cleaning được công chiếu; đây là bộ phim hài kịch về hai chị em (do Adams và Emily Blunt đóng) bắt đầu một công việc dọn dẹp cảnh tội phạm. Adams bị hấp dẫn với ý tưởng đóng một người luôn luôn cố gắng hoàn thiện mình hơn.
Adams tiếp tục diễn xuất trong Doubt, một bộ phim chuyển thể từ vở kịch cùng tên của John Patrick Shanley. Nội dung phim kể về một vị hiệu trưởng trường Công giáo (do Meryl Streep thủ vai) cáo buộc một linh mục (do Philip Seymour Hoffman đóng) về hành vi ấu dâm; Adams đóng vai một nữ tu vô tội bị lôi kéo vào cuộc xung đột. Ban đầu Shanley tiếp cận Natalie Portman cho vai này nhưng đã tuyển vai cho Adams sau khi thấy được tính cách ngây thơ, thông minh của cô giống như Ingrid Bergman. Nhờ vai này mà Adams đã được đề cử cho một giải Oscar, một Quả cầu vàng và một giải BAFTA cho Nữ diễn viên phụ xuất sắc nhất.
Bộ phim phiêu lưu kỳ ảo năm 2009 Đêm kinh hoàng 2 có sự tham gia của Ben Stiller và Adams; trong phim cô thủ vai nữ phi công Amelia Earhart. Đây là bộ phim điện ảnh đầu tiên quay trong Viện bảo tàng Hàng Không và Vũ trụ Quốc gia tại Washington. Đạo diễn Shawn Levy nói rằng vai diễn cho phép Adams phô trương diễn xuất của cô, trong khi Adams tin rằng đây là lần đầu tiên cô được phép đóng một nhân vật tự tin trên màn ảnh. Dù phim nhận sự phê bình trái chiều, vai của Adams vẫn được nhận lời khen. Cùng năm đó, Adams tham gia đóng trong phim hài kịch Julie & Julia với vai một thư ký chỉnh phủ hay cằn nhằn quyết định viết blog về các công thức nấu ăn trong cuốn sách dạy nấu Mastering the Art of French Cooking của Julia Child; trong một cốt truyện song song, Meryl Streep đóng vai Child.

### 2013–nay: Khẳng định bản thân
Sau khi mất vai Lois Lane trong hai bộ phim trước về Superman, Adams đã đảm nhận vai này trong bộ phim reboot năm 2013 của Zack Snyder mang tên Người đàn ông thép, với Henry Cavill thủ vai nhân vật Superman. Phim thu về 660 triệu USD để trở thành một trong những bom tấn phòng vé lớn nhất của cô. Adams tiếp tục tham gia Her, một phim chính kịch từ nhà biên kịch kiêm đạo diễn Spike Jonze về một người đàn ông cô đơn (Joaquin Phoenix) yêu một hệ điều hành máy tính (lồng tiếng bởi Scarlett Johansson); Adams đóng vai người bạn thân của anh. Cô từng có một màn thử vai không thành công trong bộ phim Where the Wild Things Are của Jonze năm 2009 và được chọn đóng trong Her sau khi Jonez xem lại những cuốn hình thử vai đó.
Thành công tiếp tục đến với Adams khi cô tái hợp với David O. Russell trong bộ phim hình sự Săn tiền kiểu Mỹ, với dàn sao Christian Bale, Bradley Cooper và Jennifer Lawrence. Lấy cảm hứng từ scandal thập niên 1970 của Abscam, trong phim Adams trở nên quyến rũ hiếm có khi hóa thân vào vai một tay lừa đảo đầy cám dỗ. Cô giành Quả cầu vàng cho Nữ diễn viên phim hài/ca nhạc xuất sắc nhất và nhận đề cử Oscar thứ năm (lần đầu tiên với hạng mục Nữ diễn viên chính xuất sắc nhất). Her và Săn tiền kiểu Mỹ đều được các nhà phê bình ca ngợi là một trong những phim điện ảnh hay nhất năm 2013, và cả hai đều nhận đề cử giải Oscar cho phim hay nhất.
Sau một năm vắng mặt trên màn ảnh, Adams có ba phim công chiếu năm 2016. Cô tiếp tục đảm nhận vai Lois Lane trong Batman đại chiến Superman: Ánh sáng công lý, đánh dấu phần thứ hai của thương hiệu DC Extended Universe sau Người đàn ông thép. Mặc dù nhận đánh giá phê bình tiêu cực đối với việc lạm dụng hiệu ứng hình ảnh, phim vẫn thu về 870 triệu USD và là phim có doanh thu cao nhất của cô. Trong hai phim kế tiếp—phim khoa học viễn tưởng Cuộc đổ bộ bí ẩn và phim tâm lý rùng rợn Nocturnal Animals, Adams đóng những phụ nữ "thận trọng dễ xúc động, thông minh dữ dội" và đều được đánh giá tích cực.

## Đời sống cá nhân
Adams gặp nam diễn viên và họa sĩ Darren Le Gallo trong một lớp học diễn xuất năm 2001, và họ bắt đầu hẹn hò một năm sau khi hợp tác trong một bộ phim ngắn mang tên Pennies. Họ đính hôn năm 2008, và Adams sinh con gái hai năm sau đó. Bảy năm sau lễ đính hôn, cặp đôi kết hôn trước sự nài nỉ của cô con gái trong một buổi lễ riêng tại một trang trại gần Santa Barbara, California. Adams cho biết năm 2016 rằng cô đánh giá rất cao sự hi sinh của Le Gallo khi đóng vai trò là người chăm sóc chính cho gia đình họ.